# 미야타 이치로
미야타 이치로(宮田一郎)는 《더 파이팅》에 등장하는 등장인물으로, 투니버스 더빙판 이름은 '하민태'.

## 담당 성우
세키 토모카즈 / 성완경

## 소개
처음에는 카모가와 짐에 처음 들어온 마쿠노우치 잇포를 단번에 쓰러뜨리는 압도적인 파워를 선보였으나, 3개월 후 체육관 관장의 훈련을 받은 잇포에게 첫 패배를 겪는다.